# Buteo hemilasius
El busardo mongol o ratonero mongolés (Buteo hemilasius) es una especie de ave falconiforme de la familia de los accipítridos endémica de Asia.

## Distribución y hábitat
Su hábitat natural  son las tierras abiertas de montaña, pastizales y zonas agrícolas en el verano, en el invierno emigra a altitudes más bajas. Se puede encontrar en  Bután, China, Hong Kong, India, Pakistán, Irán, Japón, Kazajistán, Corea del Norte, Corea del Sur, Mongolia, Nepal, Rusia, Tayikistán y Uzbekistán.